# Vaas
Vaas är en kommun i departementet Sarthe i regionen Pays de la Loire i nordvästra Frankrike. Kommunen ligger i kantonen Mayet som tillhör arrondissementet La Flèche. År 2022 hade Vaas 1 383 invånare.

## Befolkningsutveckling
Antalet invånare i kommunen Vaas
| Referens: INSEE |